# Mérida (delstat)
 Der er for få eller ingen kildehenvisninger i denne artikel, hvilket er et problem. Du kan hjælpe ved at angive troværdige kilder til de påstande, som fremføres i artiklen.

 For alternative betydninger, se Mérida. (Se også artikler, som begynder med Mérida)
Mérida er en af de 23 delstater i Venezuela. Delstaten er placeret i Andes-regionen, og dens hovedstad hedder Mérida. Denne er en vigtig studie- og turistby.
Delstaten Mérida dækker et areal på 11.300 km² og havde i 2007 en beregnet population på 843.800 indbyggere.

## Økonomi
Statens økonomi afhænger af landbrug og turisme. Næsten 60% af landets kartoffelproduktion foregår her.
Delstaten Mérida er betragtet som ét af de områder i Venezuela med flest turistatraktioner. Dette skyldes et behageligt bjergklima og mange smukke bjerge med bl.a. små bjerglandsbyer. Desuden findes der flere historiske museer og pladser. Desuden byen Méridas kabelbane, som er den højeste og længste i verden. 
8°31′N 71°16′V / 8.52°N 71.27°V